# Llista de Béns Culturals d'Interès Nacional del Baix Ebre
Llista de Béns Culturals d'Interès Nacional del Baix Ebre inscrits en el Registre de Béns Culturals d'Interès Nacional (BCIN) del Departament de Cultura de la Generalitat de Catalunya per a la comarca del Baix Ebre. Inclou els béns immobles més rellevants del patrimoni cultural que tenen la categoria de protecció de major rang com a unitat singular, conjunt, espai o zona amb valors culturals, històrics o tècnics.
L'any 2017, el Baix Ebre comptava amb 55 béns culturals d'interès nacional classificats en 48 monuments històrics, 1 conjunt històric i 6 zones arqueològiques. A continuació es mostren les últimes dades disponibles ordenades per municipis.

## Patrimoni arquitectònic
| Monument | Protecció       | Estil/època                                 | Localització                                                                                   | Coordenades                                          | Codi?         | Imatge |
| --- | --------------- | ------------------------------------------- | ---------------------------------------------------------------------------------------------- | ---------------------------------------------------- | ------------- | --- |
| Coeteres de les Terres de l'Ebre | BCIN 4373-ZIE   | Obra popular XX                             | L'Aldea, l'Ampolla, Amposta, Camarles, Deltebre, Sant Carles de la Ràpita, Sant Jaume d'Enveja |                                                      | IPA-45456     | Carregueu una nova foto d'aquest monument                                                                                                 |
| Torre de l'Aldea | BCIN 751-MH     | Obra popular XV-XVI                         | L'Aldea Santuari de la Mare de Déu de l'Aldea                                                  | 40° 43′ 55″ N, 0° 37′ 41″ E / 40.731896°N,0.628086°E | RI-51-0006559 | Torre de l'Aldea · Vegeu més fotos d'aquest monument · Carregueu una nova foto d'aquest monument                                          |
| Torre de la Candela | BCIN 752-MH     | Obra popular XV-XVI                         | L'Aldea Ctra. N-340, km 1083-1084                                                              | 40° 43′ 23″ N, 0° 35′ 26″ E / 40.723066°N,0.590607°E | RI-51-0006560 | Torre de la Candela (l'Aldea) · Vegeu més fotos d'aquest monument · Carregueu una nova foto d'aquest monument                             |
| Torre de Burjassénia | BCIN 753-MH     | Obra popular XV-XVI                         | L'Aldea Ctra. N-340, km 1085                                                                   | 40° 43′ 59″ N, 0° 35′ 46″ E / 40.733078°N,0.595989°E | RI-51-0006561 | Torre de Burjassénia (l'Aldea) · Vegeu més fotos d'aquest monument · Carregueu una nova foto d'aquest monument                            |
| Torre de Benixarop, o Torre de Vinaixarop | BCIN 754-MH     | Obra popular XV-XVI                         | L'Aldea Entre el barranc de Vinaixarop i dels Pixadors                                         | 40° 47′ 26″ N, 0° 36′ 53″ E / 40.790664°N,0.614808°E | RI-51-0006562 | Torre de Benixarop (l'Aldea) · Vegeu més fotos d'aquest monument · Carregueu una nova foto d'aquest monument                              |
| Castell de Carles, o Castell del Toscar | BCIN 765-MH     | Romànic XII-XV                              | Alfara de Carles                                                                               | 40° 51′ 03″ N, 0° 21′ 35″ E / 40.850765°N,0.359747°E | RI-51-0006563 | Castell de Carles (Alfara de Carles) · Vegeu més fotos d'aquest monument · Carregueu una nova foto d'aquest monument                      |
| Torre-campanar de l'església | BCIN 766-MH     | Medieval, XVIII                             | Alfara de Carles Església parroquial de Sant Agustí                                            | 40° 52′ 22″ N, 0° 24′ 01″ E / 40.872904°N,0.400306°E | RI-51-0006564 | Torre-campanar de l'església (Alfara de Carles) · Vegeu més fotos d'aquest monument · Carregueu una nova foto d'aquest monument           |
| Torre fortalesa de Sant Jordi d'Alfama, o Castell i fortí de Sant Jordi d'Alfama                                                                         | BCIN 6-MH       | Obra popular XIV, XVII-XVIII                | L'Ametlla de Mar Urbanització de Sant Jordi                                                    | 40° 54′ 41″ N, 0° 49′ 55″ E / 40.911372°N,0.832013°E | RI-51-0005013 | Torre fortalesa de Sant Jordi d'Alfama (l'Ametlla de Mar) · Vegeu més fotos d'aquest monument · Carregueu una nova foto d'aquest monument |
| Torre de l'Àliga, o Torre de l'Àguila | BCIN 1229-MH    | XVI                                         | L'Ametlla de Mar Urbanització l'Àliga, 32                                                      | 40° 50′ 49″ N, 0° 45′ 43″ E / 40.846966°N,0.762072°E | RI-51-0006667 | Torre de l'Àliga (l'Ametlla de Mar) · Vegeu més fotos d'aquest monument · Carregueu una nova foto d'aquest monument                       |
| Torre de Salim | BCIN 1833-MH    |                                             | L'Ametlla de Mar Desapareguda                                                                  | 40° 54′ 41″ N, 0° 49′ 56″ E / 40.911516°N,0.832355°E | IPA-2054      | Carregueu una nova foto d'aquest monument                                                                                                 |
| Torre de Cap-roig | BCIN 1228-MH    | XV-XVII                                     | L'Ampolla                                                                                      | 40° 49′ 08″ N, 0° 43′ 56″ E / 40.818974°N,0.732242°E | RI-51-0006668 | Carregueu una nova foto d'aquest monument                                                                                                 |
| Roca Folletera | BCIN 535-MH     | Medieval                                    | Benifallet                                                                                     | 41° 00′ 41″ N, 0° 33′ 36″ E / 41.011261°N,0.559870°E | RI-51-0006592 | Carregueu una nova foto d'aquest monument                                                                                                 |
| Castell de Benifallet | BCIN 792-MH     | Medieval                                    | Benifallet                                                                                     | 40° 58′ 24″ N, 0° 31′ 07″ E / 40.973340°N,0.518630°E | RI-51-0006591 | Castell de Benifallet · Vegeu més fotos d'aquest monument · Carregueu una nova foto d'aquest monument                                     |
| Castell de Coll de Som | BCIN 1831-MH    | Obra popular XIX                            | Benifallet Dalt del turó de Coll de Som                                                        | 40° 55′ 51″ N, 0° 29′ 32″ E / 40.930873°N,0.492278°E | RI-51-0006810 | Carregueu una nova foto d'aquest monument                                                                                                 |
| Torre de la Granadella | BCIN 596-MH     | Romànic XIII                                | Camarles                                                                                       | 40° 46′ 04″ N, 0° 39′ 45″ E / 40.767744°N,0.662428°E | RI-51-0006605 | Torre de la Granadella (Camarles) · Vegeu més fotos d'aquest monument · Carregueu una nova foto d'aquest monument                         |
| La Torre de Camarles | BCIN 597-MH     | Romànic XIII-XIV                            | Camarles C. Trenta                                                                             | 40° 46′ 38″ N, 0° 40′ 28″ E / 40.777304°N,0.674427°E | RI-51-0006606 | La Torre de Camarles · Vegeu més fotos d'aquest monument · Carregueu una nova foto d'aquest monument                                      |
| Torre de l'Àngel Custodi o de Sòl-de-riu | BCIN 816-MH     | Obra popular                                | Deltebre desembocadura de l'Ebre                                                               |                                                      | RI-51-0006621 | Carregueu una nova foto d'aquest monument                                                                                                 |
| Torre Curta | BCIN 1683-MH    | XVI-XVII                                    | Deltebre Sense restes                                                                          | 40° 44′ 32″ N, 0° 42′ 55″ E / 40.742296°N,0.715304°E | RI-51-0006758 | Carregueu una nova foto d'aquest monument                                                                                                 |
| Castell de Paüls | BCIN 1214-MH    | Obra popular Medieval, XIX                  | Paüls C. Cap de la Vila                                                                        | 40° 55′ 20″ N, 0° 23′ 54″ E / 40.922263°N,0.398355°E | RI-51-0006663 | Castell de Paüls · Vegeu més fotos d'aquest monument · Carregueu una nova foto d'aquest monument                                          |
| Castellet de Sant Esteve | BCIN 1226-MH    |                                             | El Perelló Desaparegut                                                                         |                                                      | RI-51-0006665 | Carregueu una nova foto d'aquest monument                                                                                                 |
| Torre del Garidell | BCIN 1230-MH    | XIV-XV                                      | El Perelló L'Ampolla (sense restes)                                                            | 40° 51′ 01″ N, 0° 41′ 30″ E / 40.850222°N,0.691692°E | RI-51-0006670 | Carregueu una nova foto d'aquest monument                                                                                                 |
| Torre del Puigvultó | BCIN 1231-MH    | XVI                                         | El Perelló Desapareguda                                                                        | 40° 51′ 57″ N, 0° 44′ 58″ E / 40.865706°N,0.749529°E | RI-51-0006671 | Torre del Puigvultó (el Perelló) · Vegeu més fotos d'aquest monument · Carregueu una nova foto d'aquest monument                          |
| Torre de les Guàrdies | BCIN 1232-MH    | XIX                                         | El Perelló Dalt d'un turó, a la partida de les Guàrdies                                        | 40° 52′ 18″ N, 0° 43′ 33″ E / 40.871575°N,0.725855°E | RI-51-0006672 | Torre de les Guàrdies (el Perelló) · Vegeu més fotos d'aquest monument · Carregueu una nova foto d'aquest monument                        |
| Molí del Vent | BCIN 1233-MH    | Obra popular XIII                           | El Perelló Av. de Catalunya, 4                                                                 | 40° 52′ 16″ N, 0° 42′ 48″ E / 40.871081°N,0.713434°E | RI-51-0006673 | Molí del Vent (el Perelló) · Vegeu més fotos d'aquest monument · Carregueu una nova foto d'aquest monument                                |
| Torre de Riba-roja, o Torre de Vila-roja | BCIN 1382-MH    |                                             | Roquetes                                                                                       |                                                      | RI-51-0006708 | Carregueu una nova foto d'aquest monument                                                                                                 |
| Torre de Tivenys | BCIN 1625-MH    | Gòtic XV-XVI                                | Tivenys C. Capdevila, 4                                                                        | 40° 54′ 29″ N, 0° 30′ 43″ E / 40.908029°N,0.511925°E | RI-51-0006738 | Torre de Tivenys · Vegeu més fotos d'aquest monument · Carregueu una nova foto d'aquest monument                                          |
| Nucli històric de Tortosa | BCIN 219-CH     | Gòtic, renaixement, modernisme Medieval-XXI | Tortosa                                                                                        | 40° 48′ 51″ N, 0° 31′ 22″ E / 40.814077°N,0.522764°E | RI-53-0000201 | Nucli històric de Tortosa · Vegeu més fotos d'aquest monument · Carregueu una nova foto d'aquest monument                                 |
| Palau dels Oliver de Boteller | BCIN 225-MH     | XV                                          | Tortosa C. del Dr. Ferran, 4                                                                   | 40° 48′ 48″ N, 0° 31′ 17″ E / 40.813345°N,0.521302°E | IPA-250       | Palau dels Oliver de Boteller (Tortosa) · Vegeu més fotos d'aquest monument · Carregueu una nova foto d'aquest monument                   |
| Catedral de Santa Maria | BCIN 226-MH     | Gòtic, barroc XIV-XVII, XVII-XVIII          | Tortosa C. de la Croera                                                                        | 40° 48′ 52″ N, 0° 31′ 21″ E / 40.814310°N,0.522610°E | RI-51-0000923 | Catedral de Santa Maria (Tortosa) · Vegeu més fotos d'aquest monument · Carregueu una nova foto d'aquest monument                         |
| Palau Episcopal | BCIN 233-MH     | Gòtic XIV                                   | Tortosa C. de Croera, 5                                                                        | 40° 48′ 50″ N, 0° 31′ 17″ E / 40.813998°N,0.521413°E | RI-51-0000924 | Palau Episcopal (Tortosa) · Vegeu més fotos d'aquest monument · Carregueu una nova foto d'aquest monument                                 |
| Reials Col·legis | BCIN 234-MH     | Renaixement XVI                             | Tortosa C. de Sant Domènec, 2-3                                                                | 40° 48′ 53″ N, 0° 31′ 30″ E / 40.814805°N,0.524936°E | RI-51-0003963 | Reials Col·legis de Sant Lluís i Sant Domènec (Tortosa) · Vegeu més fotos d'aquest monument · Carregueu una nova foto d'aquest monument   |
| Torre de Fullola | BCIN 1227-MH    | XIII                                        | Tortosa                                                                                        | 40° 51′ 50″ N, 0° 38′ 45″ E / 40.863814°N,0.645928°E | RI-51-0006666 | Torre de Fullola (Tortosa) · Vegeu més fotos d'aquest monument · Carregueu una nova foto d'aquest monument                                |
| La Suda de Tortosa, o Castell de Sant Joan | BCIN 1673-MH    | Medieval, XVII-XVIII, XX Mitjan             | Tortosa                                                                                        | 40° 48′ 53″ N, 0° 31′ 24″ E / 40.814847°N,0.523320°E | RI-51-0006747 | La Suda de Tortosa · Vegeu més fotos d'aquest monument · Carregueu una nova foto d'aquest monument                                        |
| Torre de Túbal | BCIN 1674-MH    | Medieval                                    | Tortosa                                                                                        | 40° 48′ 53″ N, 0° 31′ 23″ E / 40.814679°N,0.523071°E | RI-51-0006750 | Torre de Túbal (Tortosa) · Vegeu més fotos d'aquest monument · Carregueu una nova foto d'aquest monument                                  |
| Muralla i estructures defensives medievals de Tortosa | BCIN 1675-MH-ZA | XII, XIV                                    | Tortosa Punta sud-oest del castell de la Suda                                                  | 40° 49′ 13″ N, 0° 31′ 38″ E / 40.820148°N,0.527243°E | RI-51-0006748 | Muralla i estructures defensives medievals de Tortosa · Vegeu més fotos d'aquest monument · Carregueu una nova foto d'aquest monument     |
| Torre de Sant Onofre | BCIN 1676-MH    | XIV-XV                                      | Tortosa Campredó (enderrocada)                                                                 |                                                      | RI-51-0006751 | Torre de Sant Onofre (Tortosa) · Modifica el valor a Wikidata · Carregueu una nova foto d'aquest monument                                 |
| Torre d'en Corder, o Torre d'en Despuig | BCIN 1677-MH    | XIII-XIV                                    | Tortosa Jesús                                                                                  | 40° 50′ 57″ N, 0° 30′ 46″ E / 40.849121°N,0.512725°E | RI-51-0006752 | Torre d'en Corder (Tortosa) · Vegeu més fotos d'aquest monument · Carregueu una nova foto d'aquest monument                               |
| Torre del Prior | BCIN 1678-MH    | XIV-XV                                      | Tortosa Jesús                                                                                  | 40° 50′ 18″ N, 0° 31′ 00″ E / 40.838313°N,0.516766°E | RI-51-0006753 | Torre del Prior (Tortosa) · Vegeu més fotos d'aquest monument · Carregueu una nova foto d'aquest monument                                 |
| Torre del Molí de Bítem, o Torre de la Merla | BCIN 1679-MH    | XVI                                         | Tortosa Bítem                                                                                  | 40° 51′ 28″ N, 0° 31′ 42″ E / 40.857828°N,0.528278°E | RI-51-0006754 | Torre del Molí de Bítem (Tortosa) · Modifica el valor a Wikidata · Carregueu una nova foto d'aquest monument                              |
| Torre de Gassià | BCIN 1680-MH    | XV                                          | Tortosa                                                                                        | 40° 48′ 48″ N, 0° 34′ 00″ E / 40.813413°N,0.566537°E | RI-51-0006755 | Carregueu una nova foto d'aquest monument                                                                                                 |
| Torre de la Llotja, o la Casa del Prat | BCIN            | Gòtic XIII                                  | Tortosa Partida de la Font del Quinto, Campredó                                                | 40° 44′ 24″ N, 0° 34′ 38″ E / 40.739995°N,0.577134°E | IPA-36716     | Torre de la Llotja (Tortosa) · Modifica el valor a Wikidata · Carregueu una nova foto d'aquest monument                                   |
| Torre de Campredó o de la Font del Quinto | BCIN 1681-MH    | Gòtic XIII-XIV                              | Tortosa Serra de les Velles, Campredó                                                          | 40° 44′ 46″ N, 0° 34′ 46″ E / 40.746114°N,0.579458°E | RI-51-0006756 | Torre de Campredó (Tortosa) · Vegeu més fotos d'aquest monument · Carregueu una nova foto d'aquest monument                               |
| Torre del Coll de l'Alba | BCIN 1682-MH    | Medieval                                    | Tortosa Adossada a l'ermita del Coll de l'Alba                                                 | 40° 48′ 58″ N, 0° 34′ 16″ E / 40.816180°N,0.570984°E | RI-51-0006757 | Carregueu una nova foto d'aquest monument                                                                                                 |
| Torre de la Font del Moro | BCIN 1685-MH    | Medieval                                    | Tortosa Possibles restes entorn de la Font del Moro                                            |                                                      | RI-51-0006760 | Carregueu una nova foto d'aquest monument                                                                                                 |
| Torre de la Petja | BCIN 1686-MH    | XIII-XIV                                    | Tortosa Adossada a la rectoria del santuari de la Mare de Déu dels Àngels de la Petja          | 40° 47′ 08″ N, 0° 31′ 49″ E / 40.785649°N,0.530174°E | RI-51-0006762 | Carregueu una nova foto d'aquest monument                                                                                                 |
| Torre de la Simpàtica | BCIN 1687-MH    |                                             | Tortosa Al peu de la muntanya del Mig-camí (enderrocada)                                       | 40° 48′ 34″ N, 0° 33′ 11″ E / 40.809342°N,0.552962°E | RI-51-0006763 | Carregueu una nova foto d'aquest monument                                                                                                 |
| Torre de Vilaseca, Torre de Mingana | BCIN 1688-MH    | Medieval                                    | Tortosa Vinallop                                                                               | 40° 46′ 35″ N, 0° 30′ 15″ E / 40.776454°N,0.504274°E | RI-51-0006764 | Carregueu una nova foto d'aquest monument                                                                                                 |
| Torre d'en Pinyol | BCIN 4008-MH    | Medieval                                    | Tortosa Jesús                                                                                  | 40° 50′ 42″ N, 0° 30′ 04″ E / 40.845033°N,0.501118°E | IPA-37026     | Carregueu una nova foto d'aquest monument                                                                                                 |
| Torre de Soldevila | BCIN 4009-MH    | Obra popular                                | Tortosa Campredó                                                                               | 40° 46′ 21″ N, 0° 32′ 23″ E / 40.772437°N,0.539694°E | RI-51-0006761 | Carregueu una nova foto d'aquest monument                                                                                                 |
| Fortificacions modernes de Tortosa, castell de Tenasses, fort d'Orleans, fort del Bonet, fort de la Victòria, fortificacions dorsals de la Suda i altres | BCIN 4067-MH    | XVI-XVIII                                   | Tortosa                                                                                        | 40° 48′ 34″ N, 0° 31′ 32″ E / 40.809352°N,0.525430°E | RI-51-0006749 | Fortificacions modernes de Tortosa · Vegeu més fotos d'aquest monument · Carregueu una nova foto d'aquest monument                        |
| El Castell de Xerta | BCIN 1830-MH    | Medieval                                    | Xerta                                                                                          | 40° 54′ 47″ N, 0° 29′ 27″ E / 40.913161°N,0.490737°E | RI-51-0006809 | Carregueu una nova foto d'aquest monument                                                                                                 |

## Patrimoni arqueològic
Tres jaciments del Baix Ebre estan inscrits com a Patrimoni de la Humanitat formant part de l'art rupestre de l'arc mediterrani de la península Ibèrica.
| Monument                           | Protecció       | Estil/època                                                                                    | Localització                                                     | Coordenades                                          | Codi?         | Imatge |
| ---------------------------------- | --------------- | ---------------------------------------------------------------------------------------------- | ---------------------------------------------------------------- | ---------------------------------------------------- | ------------- | --- |
| Prop de la Cova Pintada            | PH BCIN 2038-ZA | Lloc amb representació gràfica sobre pedra, pintura, gravat. Desconeguda. Medieval? (400/1492) | Alfara de Carles Barranc de la Conca, a 200 m de la Cova Pintada | 40° 50′ 32″ N, 0° 20′ 24″ E / 40.842199°N,0.339971°E | RI-55-0000538 | Carregueu una nova foto d'aquest monument                                                                         |
| L'Arramblador del barranc del Racó | BCIN 3950-ZA    | Abrics i similars amb representació gràfica, pintura Des de Neolític a Bronze (-5500/-650)     | Benifallet                                                       | 40° 58′ 26″ N, 0° 31′ 53″ E / 40.973989°N,0.531342°E | IPAPC-12434   | Carregueu una nova foto d'aquest monument                                                                         |
| Cova de Cabra Feixet               | PH BCIN 2039-ZA | Abrics i similars amb representació gràfica, pintura Desconeguda                               | El Perelló Massís de Cabra Feixet                                | 40° 53′ 20″ N, 0° 39′ 18″ E / 40.888777°N,0.655067°E | RI-55-0000533 | Cova de Cabra Feixet (el Perelló) · Vegeu més fotos d'aquest monument · Carregueu una nova foto d'aquest monument |
| Cova de les Calobres               | PH BCIN 2040-ZA | Cova natural amb representació gràfica, pintura Desconeguda                                    | El Perelló Barranc de les Calobres                               | 40° 53′ 14″ N, 0° 39′ 49″ E / 40.887266°N,0.663503°E | RI-55-0000547 | Carregueu una nova foto d'aquest monument                                                                         |

A més, alguns monuments històrics estan inclosos també en l'Inventari del Patrimoni Arqueològic i Paleontològic de Catalunya (IPAPC) per tenir protegit igualment el seu subsol o l'entorn.